# Кастаньоле-делле-Ланце
Кастаньоле-делле-Ланце (італ. Castagnole delle Lanze, п'єм. Castagnòle Lanse) — муніципалітет в Італії, у регіоні П'ємонт,  провінція Асті.
Кастаньоле-делле-Ланце розташоване на відстані близько 480 км на північний захід від Рима, 50 км на південний схід від Турина, 17 км на південь від Асті.
Населення — 3810 осіб (2014).
Щорічний фестиваль відбувається 29 червня. Покровитель — святий Петро.

## Демографія
Населення за роками:

Станом на 1 січня 2023 року в муніципалітеті офіційно проживало 398 іноземців з 29 країн, серед них 123 громадяни країн Євросоюзу та 1 громадянин України.

## Сусідні муніципалітети
- Кастільйоне-Тінелла
- Коаццоло
- Костільйоле-д'Асті
- Говоне
- Мальяно-Альфієрі
- Неїве